# Jan Mathisen
Jan Mathisen (19 luglio 1942 – 1º gennaio 2015) è stato un calciatore norvegese, di ruolo centrocampista.

## Carriera

### Club
Mathisen ha vestito la maglia dello Skeid, con cui ha vinto il Norgesmesterskapet 1963. Ha disputato 4 partite nelle competizioni europee per club, la prima delle quali in data 15 settembre 1964, quando è stato schierato titolare nella vittoria per 1-0 sull'Haka, in una sfida valida per l'edizione stagionale della Coppa delle Coppe. Ha totalizzato 89 presenze e 22 reti nella massima divisione locale, tra il 1960 ed il 1970.

### Nazionale
Mathisen ha giocato per la Norvegia under 19 e Under-21. Per quanto concerne quest'ultima selezione, ha disputato la prima partita in squadra in data 26 maggio 1960, nella sconfitta per 0-4 contro la Danimarca. Il 28 agosto successivo ha trovato la prima rete, nel pareggio per 3-3 contro la Finlandia.

## Palmarès

### Club
- Coppa di Norvegia: 1

Skeid: 1963